# 1816 no Brasil
Esta é uma cronologia dos acontecimentos do ano 1816 no Brasil.

## Eventos
- 26 de março: chegada da Missão Artística Francesa
- 12 de agosto: D. João VI cria a Escola Real de Ciências, Artes e Ofícios

## Nascimentos
- 17 de fevereiro - Francisco Adolfo de Varnhagen, militar, diplomata e historiador brasileiro (m. 1878).
- 13 de abril - Luísa Margarida de Barros Portugal - (Condessa de Barral) nobre brasileira, preceptora das princesas D. Isabel e D. Leopoldina do Brasil (m. 1891).
- 19 de agosto - Augusto Teixeira de Freitas, jurista brasileiro (m. 1883).
- 24 de agosto -José Pereira do Rego - (Barão do Lavradio) médico brasileiro (m.1892).